# Petar Krsmanović
Petar Krsmanović (in serbo Петар Крсмановић?; Čačak, 1º giugno 1990) è un pallavolista serbo, centrale del Vojvodina.

## Carriera

### Club
Cresciuto pallavolisticamente nel Čačak, dopo un passaggio nella formazione del Takovo, ventunenne esordisce tra i professionisti nella stagione 2011-12, partecipando alla Superliga con il Ðerdap Kladovo, club al quale resta legato per tre annate. 
Nel campionato 2014-15 gioca per la prima volta all'estero, approdando nella Prva liga montenegrina col Budvanska rivijera, conquistando la coppa nazionale e lo scudetto; nel campionato seguente emigra nella Liga Argentina de Voleibol, dove difendendo i colori dell'UPCN si aggiudica la Coppa ACLAV e lo scudetto.
Nella stagione 2016-17 approda per un triennio al Gazprom-Jugra, nella Superliga russa: dopo aver trascorso un'annata nella Superlega italiana con la You Energy di Piacenza, ritorna nel campionato 2020-21 nella massima divisione russa con il Kuzbass, dove milita per due stagioni, facendo quindi ritorno in patria nell'annata 2022-23, quando si accasa nel Vojvodina, in Superliga.

### Nazionale
Nel 2015 entra a far parte della nazionale serba, con la quale conquista la medaglia d'argento al Memorial Hubert Wagner 2016, mentre tre anni più tardi ottiene il primo risultato di rilievo, aggiudicandosi la medaglia d'oro al campionato europeo 2019.

## Palmarès

### Club
- Campionato montenegrino: 1

2014-15
- Campionato argentino: 1

2015-16
- Coppa di Montenegro: 1

2014-15
- Coppa ACLAV: 1

2015

### Nazionale (competizioni minori)
- Memorial Hubert Wagner 2016